# Sunday Morning (마룬 5의 노래)
"Sunday Morning"(〈선데이 모닝〉)은 미국의 팝 록 밴드 마룬 5의 첫 번째 정규 음반 Songs About Jane의 네 번째 싱글이다.
이 노래는 영화 《사랑할 때 버려야 할 아까운 것들》과 《러브 액츄얼리》의 사운드 트랙이다.

## 수록곡
Sunday Morning 싱글
1. "Sunday Morning"  4:06
2. "Shiver" (Live from Hard Rock Live)
3. "Through with You" (Live from Hard Rock Live)

## 뮤직 비디오
마룬 5가 애비 로드 스튜디오에서 노래를 부르고, 한 일본인 남자가 노래방에서 "This Love"의 끝부분을 부르면서 시작한다.

## 평가
《빌보드》는 이 노래를 미국의 잊을 수 없는 가장 핫한 팝/록 밴드의 싱글 곡 중 하나라고 했다.

## 차트 성적
| 차트 (2004년 ~ 2005년, 2012년)       | 최고 순위 |
| ------------------------------------ | --------- |
| 오스트레일리아 (ARIA)                | 27        |
| 오스트리아 (Ö3 오스트리아 탑 40)     | 52        |
| 벨기에 (울트라팁 플랑드르)           | 1         |
| 벨기에 (울트라팁 왈로니아)           | 7         |
| 독일 (미디어 컨트롤 AG)              | 83        |
| 헝가리 (라디오 탑 40)                | 16        |
| 아일랜드 (IRMA)                      | 22        |
| 네덜란드 (네덜란드 톱 40)            | 20        |
| 뉴질랜드 (레코드 뮤직 NZ)            | 21        |
| 대한민국 인터내셔널 싱글 (가온 차트) | 33        |
| 영국 싱글 (오피셜 차트 컴퍼니)       | 27        |
| 미국 빌보드 핫 100                   | 31        |
| 미국 팝 송 (빌보드)                  | 21        |
| 미국 어덜트 탑 40 (빌보드)           | 4         |
| 미국 어덜트 컨템포러리 (빌보드)      | 15        |

## 인증
| 국가                       | 인증 | 판매량/출하량 |
| -------------------------- | ---- | ------------- |
| 오스트레일리아 (ARIA)      | 골드 | 35,000^       |
| 대한민국 (가온 차트)       | —    | 811,071       |
| 미국 (RIAA)                | 골드 | 500,000^      |
| ^출하량을 기반으로 한 인증 |      |               |